# ISO 3166-2:VN
ISO 3166-2 données pour le Vietnam.

## Mise à jour
- ISO 3166-2:2000-06-21 no  I-1
- ISO 3166-2:2005-09-13 no  I-7

## Provinces (64) (vi:tỉnh)
| Code  | Nom(s)                     |
| ----- | -------------------------- |
| VN-44 | An Giang                   |
| VN-43 | Bà Rịa-Vũng Tàu            |
| VN-53 | Bắc Kạn                    |
| VN-54 | Bắc Giang                  |
| VN-55 | Bạc Liêu                   |
| VN-56 | Bắc Ninh                   |
| VN-50 | Bến Tre                    |
| VN-31 | Bình Định                  |
| VN-57 | Bình Dương                 |
| VN-58 | Bình Phước                 |
| VN-40 | Bình Thuận                 |
| VN-59 | Cà Mau                     |
| VN-48 | Cần Thơ                    |
| VN-04 | Cao Bằng                   |
| VN-60 | Đà Nẵng                    |
| VN-33 | Đắk Lắk                    |
| VN-72 | Đắk Nông                   |
| VN-71 | Điện Biên                  |
| VN-39 | Đồng Nai                   |
| VN-45 | Đồng Tháp                  |
| VN-30 | Gia Lai                    |
| VN-03 | Hà Giang                   |
| VN-63 | Hà Nam                     |
| VN-64 | Hanoï                      |
| VN-15 | Hà Tây                     |
| VN-23 | Hà Tĩnh                    |
| VN-61 | Hải Dương                  |
| VN-62 | Haïphong                   |
| VN-73 | Hậu Giang                  |
| VN-14 | Hòa Bình                   |
| VN-65 | Hô Chi Minh-Ville (Saïgon) |
| VN-66 | Hưng Yên                   |

| Code  | Nom(s)         |
| ----- | -------------- |
| VN-34 | Khánh Hòa      |
| VN-47 | Kiên Giang     |
| VN-28 | Kon Tum        |
| VN-01 | Lai Châu       |
| VN-35 | Lâm Đồng       |
| VN-09 | Lạng Sơn       |
| VN-02 | Lào Cai        |
| VN-41 | Long An        |
| VN-67 | Nam Định       |
| VN-22 | Nghệ An        |
| VN-18 | Ninh Bình      |
| VN-36 | Ninh Thuận     |
| VN-68 | Phú Thọ        |
| VN-32 | Phú Yên        |
| VN-24 | Quảng Bình     |
| VN-27 | Quảng Nam      |
| VN-29 | Quảng Ngãi     |
| VN-13 | Quảng Ninh     |
| VN-25 | Quảng Trị      |
| VN-52 | Sóc Trăng      |
| VN-05 | Sơn La         |
| VN-37 | Tây Ninh       |
| VN-20 | Thái Bình      |
| VN-69 | Thái Nguyên    |
| VN-21 | Thanh Hóa      |
| VN-26 | Thừa Thiên-Huế |
| VN-46 | Tiền Giang     |
| VN-51 | Trà Vinh       |
| VN-07 | Tuyên Quang    |
| VN-49 | Vĩnh Long      |
| VN-70 | Vĩnh Phúc      |
| VN-06 | Yên Bái        |